# El Hamma du Jérid
Koordinaten: 34° 1′ N, 8° 11′ O
El Hamma du Jérid (arabisch الحامة, DMG al-Ḥāmma, auch حامة الجريد / Ḥāmmat al-Ǧarīd) ist eine kleine Gruppe von Oasensiedlungen im tunesischen Gouvernement Tozeur nördlich der Stadt Tozeur in der Landschaft Bled el Djerid. Der Ortsname kommt von Hamma für „Bad“ und bezieht sich auf die natürlichen artesischen Quellaustritte.
In der Oase lebten 1974 etwa 2800 Personen. Die angestammte Bevölkerung gehört der Nomadengruppe der Hammama an.
Die Oasengruppe von drei kleineren Siedlungen liegt auf einem Höhenrücken der hier westlich auslaufenden Bergkette Djebel Chareb zwischen den beiden Salzseegebieten des Chott el Djerid und Chott el Gharsa. Hier befinden sich 20 Quellen, darunter einige Thermalquellen (37 bis 40 °C).
Durch die Bewohner werden ungefähr 600 Hektar Palmenkulturen wirtschaftlich genutzt. Die Bewässerung erfolgt limitiert, um die Wasserressourcen zu schonen. Es wird Wasser aus verschiedenen Horizonten gewonnen und das man in Zisternen zwischenspeichert, das sowohl salzhaltig als auch salzarm (Süßwasser) ist. Es gibt neben den natürlichen Quellen zusätzlich Ziehbrunnen und Bohrungen mit Pumpen.
Die Oasengruppe ist über die Regionalstraßen RN3 und RN16 erreichbar.